# Nationale Akademie der Künste der Ukraine
Koordinaten: 50° 27′ 8,4″ N, 30° 30′ 1″ O

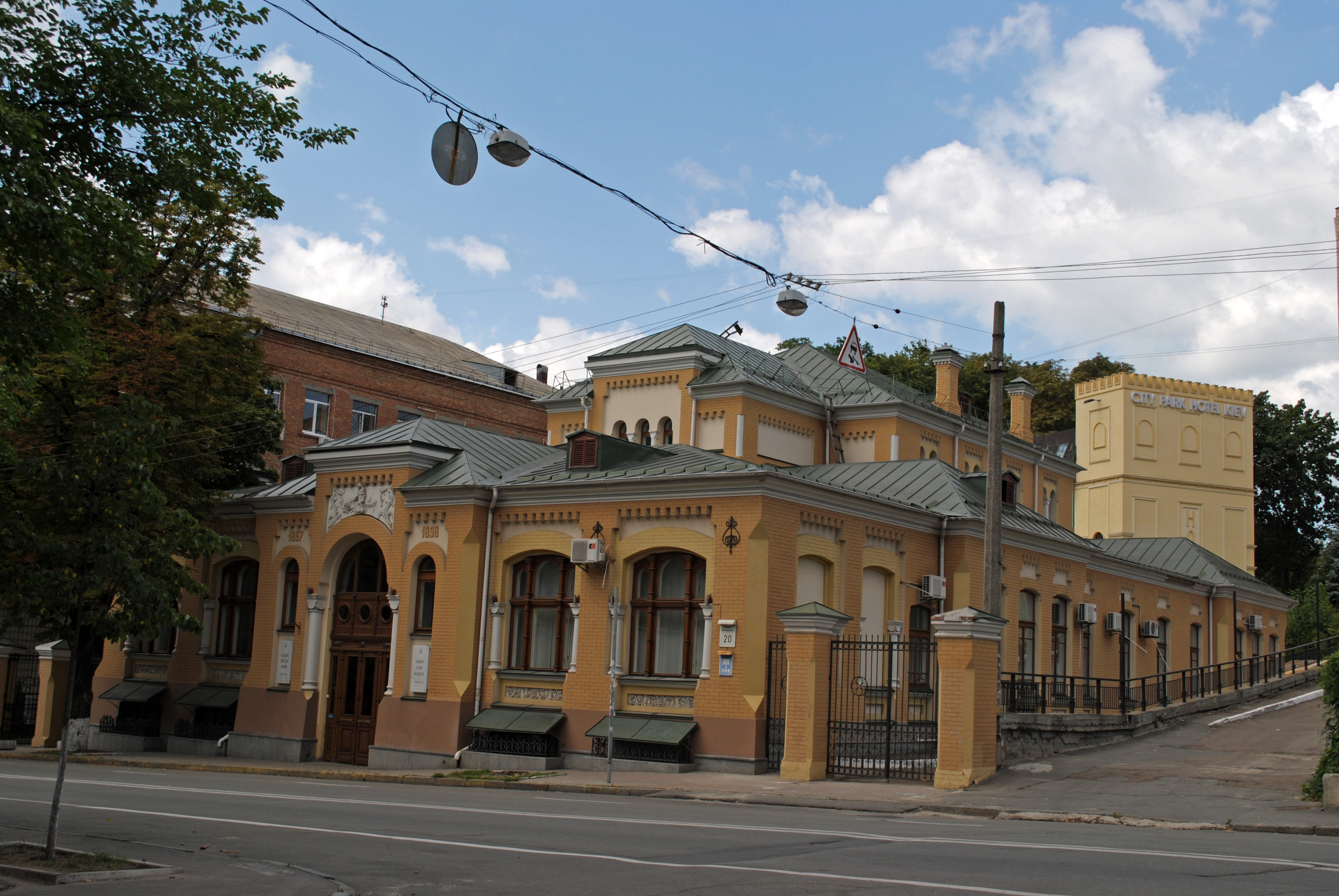
1898 erbauter Sitz der Akademie in Kiew 2013

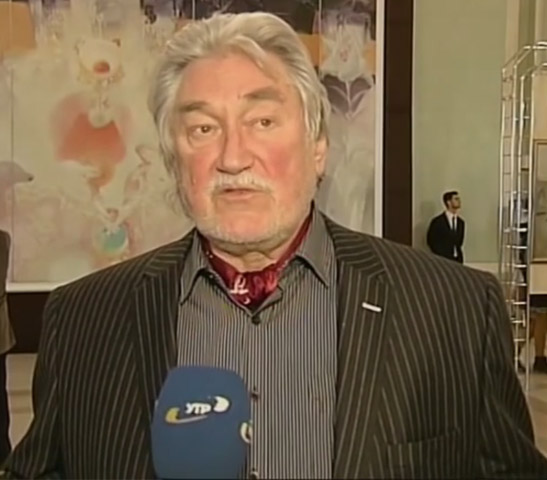
Präsident der Akademie Andrij Tschebykin 2014

Die Nationale Akademie der Künste der Ukraine (ukrainisch Національна академія мистецтв України) ist eine Kunstakademie in der ukrainischen Hauptstadt Kiew. Sie ist nicht zu verwechseln mit der Nationalen Akademie der Bildenden Künste und Architektur. Geleitet wird die Akademie von Andrij Tschebykin, Vizepräsident ist Wiktor Dmitrowitsch Sidorenko.

## Geschichte
Die Nationale Akademie der Künste der Ukraine wurde am 14. Dezember 1996 gemäß der Verordnung des Präsidenten der Ukraine Nr. 1209 bis 1296 gegründet. Am 18. Februar 2010 erhielt die Akademie durch das Dekret des Präsidenten der Ukraine Nr. 191/2010 den Status einer „Nationalen Akademie“.

## Lage
Der Sitz der Akademie befindet sich im Kiewer Stadtrajon Schewtschenko in einem 1898 erbauten, seit 2010 denkmalgeschützten Gebäude auf der Bulwarno-Kudrjawska-Straße (Бульварно-Кудрявська вулиця) Nr. 20.